# 21128 Chapuis
21128 Chapuis este o planetă minoră (asteroid), cu un diametru de 18,388 km, din centura de asteroizi. A fost descoperită pe 27 ianuarie 1993 la observatoire de la Côte d'Azur⁠(d) de Eric Walter Elst și a fost numită după Grégoire-Joseph Chapuis⁠(d). 
Obiectul prezintă o orbită caracterizată de o semiaxă mare de 3,9853939 UAi, o excentricitate de 0,1, o înclinație de 7,87423 ° în raport cu ecliptica.